# Muhajirun
Muhajirun (Arabisch: المهاجرون; de Emigranten) of Emigranten waren de eerste moslims die met Mohammed wegtrokken uit Mekka naar Medina tijdens de emigratie in 622, het eerste jaar van de hidjra.
Door de leer zoals deze door Mohammed werd verkondigd was er een toenemende vijandigheid tegenover de moslims in Mekka ontstaan. De overgave aan de ene God was in strijd met de heidense belangen van de Qoeraisjieten, wier immorele gedrag hevig werd aangevallen. De situatie werd zo gespannen dat een aantal bekeerlingen hun toevlucht in Abessinië zochten. Hier woonden monofysitische christenen, maar om ondoorgrondbare redenen moet deze tocht een teleurstelling zijn geweest. Ook deze groep wordt aangeduid als Muhajirun of Emigranten.
Tijdens een pelgrimstocht in 620 waren zes leden van de stam Khazraj uit de stad Yathrib, later Medina, in contact gekomen met Mohammed. In Yathrib was behoefte aan een bemiddelaar tussen Arabische stammen, joden en christenen. In de twee jaren erna werd met deze stam en de rivaliserende stam Aws een geheim verdrag gesloten, waarin werd vastgelegd dat Mohammed de politieke aangelegenheden van de stad zou beslechten en zijn geloof wel mocht prediken. Een migratie van moslims naar Yathrib zou een breuk zijn met hun eigen stam Qoeraisj, een ongebruikelijke stap in de Arabische wereld. Zij zouden bescherming moeten accepteren van een stam waarmee zij geen bloedverwantschap hadden. Bloedbanden bezaten in Arabië heilige waarden. Vanaf het eerste begin worden de Helpers uit Yathrib in de tradities Ansaar genoemd. Naast de Muhajirun en de Ansaar spreekt de islamitische geschiedenis over een derde groep bewoners van Medina, de Munafiqun, de Huichelaars, zij die zich niet openlijk tegen Mohammed keerden, maar ook geenszins van plan waren hem openlijk te steunen.
In soera Mohammed 13 wordt een verwijzing gemaakt naar de uitdrijving van moslims uit Mekka, evenals in soera De op de Proef Gestelden 9.
Mohammed gaf geen bevel te emigreren; een ieder die het te riskant vond om de bloedbanden te breken of om welke reden dan ook, mocht blijven. Een aantal vooraanstaande moslims bleven in Mekka en werden nooit beschuldigd van afvalligheid of lafheid. In juli en augustus 622 vertrokken circa 70 moslims met hun families naar Medina, waar zij ondergebracht werden bij de Helpers, totdat ze hun eigen huizen konden bouwen. Het vertrek van de Muhajirun liet al gauw verontrustende gaten achter in Mekka.
Ook Mohammed verliet Mekka, waarbij hij op de hielen werd gezeten door de Qoeraisjieten. Op 4 september 622 zag een jood Mohammed en zijn gezelschap arriveren en kondigde de aankomst aan. De Emigranten en de Helpers hielpen vervolgens om de eerste moskee te bouwen. Volgens de overlevering was het in april 623 dat een van de Emigranten een droom kreeg om de moslims tot het rituele gebed te laten komen door middel van de menselijke stem, de zogenoemde azan.